# Henri Queffélec
Henri Queffélec (n. 29 ianuarie 1910, Brest, Franța – d. 12 ianuarie 1992, Paris, Franța) a fost un scriitor și scenarist francez. Queffélec este considerat a fi cel mai mare romancier maritim de limba franceză al secolului al XX-lea, fiind autorul a mai mult de 80 de cărți, cele mai multe inspirate de Bretania natală și de mare.

## Biografie
A studiat la școala Louis-le-Grand (Rue Saint-Jacques, Paris), apoi la École normale supérieure (Rue d'Ulm, Paris).
A primit Marele Premiu pentru Romanul acordat de Academia Franceză în 1958 pentru Un royaume sous la mer. A primit Marele Premiu pentru Literatură acordat de Academia Franceză în 1975  pentru întreaga sa carieră.  A fost decorat cu Ordre de l'Hermine în 1988. 

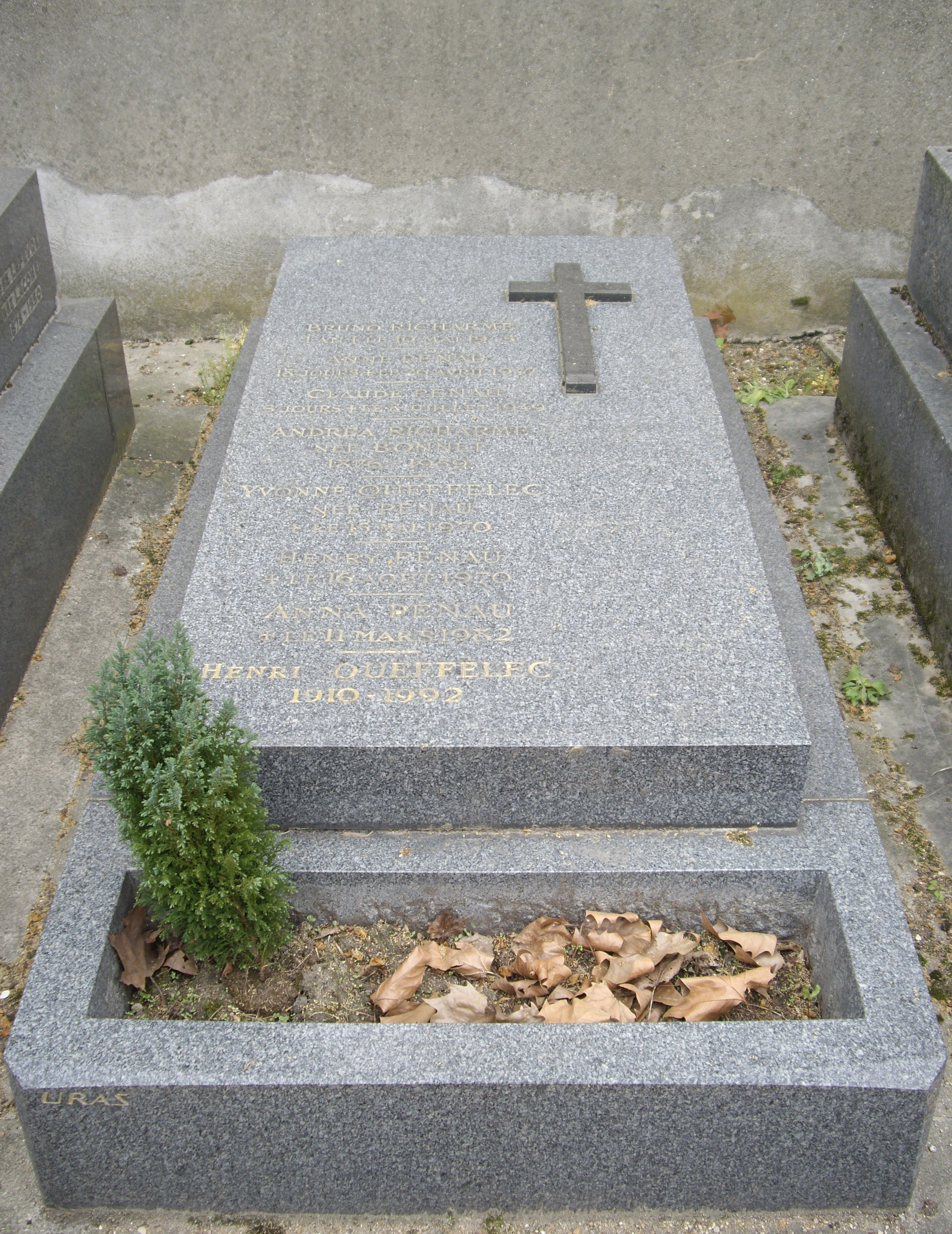
Mormântul lui Henri Queffélec, Cimetière de Montrouge

Este tatăl scriitorului  Yann Queffélec, al pianistei Anne Queffélec și al profesorului de matematica la Universitatea din Lille Hervé Queffélec.

## Lucrări
- 1944 : Journal d'un salaud
- 1945 : Un recteur de l'Île de Sein
- 1945 : La Fin d'un manoir
- 1946 : Un homme à la côte
- 1946 : La Culbute
- 1948 : Chemin de terre
- 1948 : Portrait de la Suède, essai
- 1948 : Pas trop vite, s.v.p., nouvelles
- 1949 : Au bout du monde
- 1950 : Saint Antoine du désert
- 1951 : Tempête sur Douarnenez
- 1953 : Un homme d'Ouessant
- 1956 : Un feu s'allume sur la mer
- 1957 : Un royaume sous la mer
- 1959 : Ce petit curé d'Ars
- 1960 : Frères de la brume
- 1962 : Tempête sur la ville d'Ys
- 1962 : Le jour se lève sur la banlieue
- 1962 : Sous un ciel noir
- 1963 : Solitudes
- 1963 : Celui qui cherchait le soleil
- 1965 : Quand la terre fait naufrage
- 1966 : Trois jours à terre
- 1966 : Raisons d'aimer...la mer
- 1967 : La Voile tendue
- 1968 : Je te salue vieil océan
- 1969 : La Mouette et la Croix
- 1969 : La Faute de monseigneur
- 1969 : Combat contre l'invisible
- 1972 : Le sursis n'est pas pour les chiens
- 1973 : La Cache éternelle
- 1973 : À fonds perdus
- 1974 : Les Îles de la miséricorde
- 1974 : Laissez venir la mer
- 1975 : Le Phare
- 1976 : La lumière enchaînée
- 1978 : Un Breton bien tranquille
- 1979 : Ils étaient six marins de Groix
- 1980 : Enfants de la mer
- 1980 : Le voilier qui perdit la tête
- 1982 : François d'Assise, le jongleur de Dieu
- 1986 : La Boudeuse, ou le tour du monde de Bougainville
- 1988 : Mémoires d'enfance - La Douceur et la guerre, éd. Séguier

Traduceri în limba română
- Furtună la Douarnenez (Tempête sur Douarnenez), Editura Univers, 1982
- La Boudeuse sau ocolul lumii făcut de Bougainville (La Boudeuse, ou le tour du monde de Bougainville), Editura Eminescu, Colecția Clepsidra, București 1990. Traducător: Elsa Grozea și Lucian Dumitrescu (versurile)
- O lumină se aprinde pe mare (Un feu s'allume sur la mer), Editura Eminescu
- Marea plecare, Editura Eminescu, Colecția Clepsidra, București

## Scenarii
- 1950 : Dieu a besoin des hommes (Un recteur de l'Île de Sein) regizat de Jean Delannoy
- 1968 : Provinces (emisiunea Trois jours à terre de Henri Queffélec), regizat de Robert Mazoyer
- 1972 : François Malgorn, séminariste ou celui qui n'était pas appelé regizat de Yves-André Hubert